# Pseudopsallus lattini
Pseudopsallus lattini är en insektsart som beskrevs av Stonedahl och Schwartz 1986. Pseudopsallus lattini ingår i släktet Pseudopsallus och familjen ängsskinnbaggar. Inga underarter finns listade i Catalogue of Life.